# John Cain

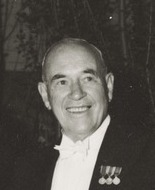
John Cain (1954)

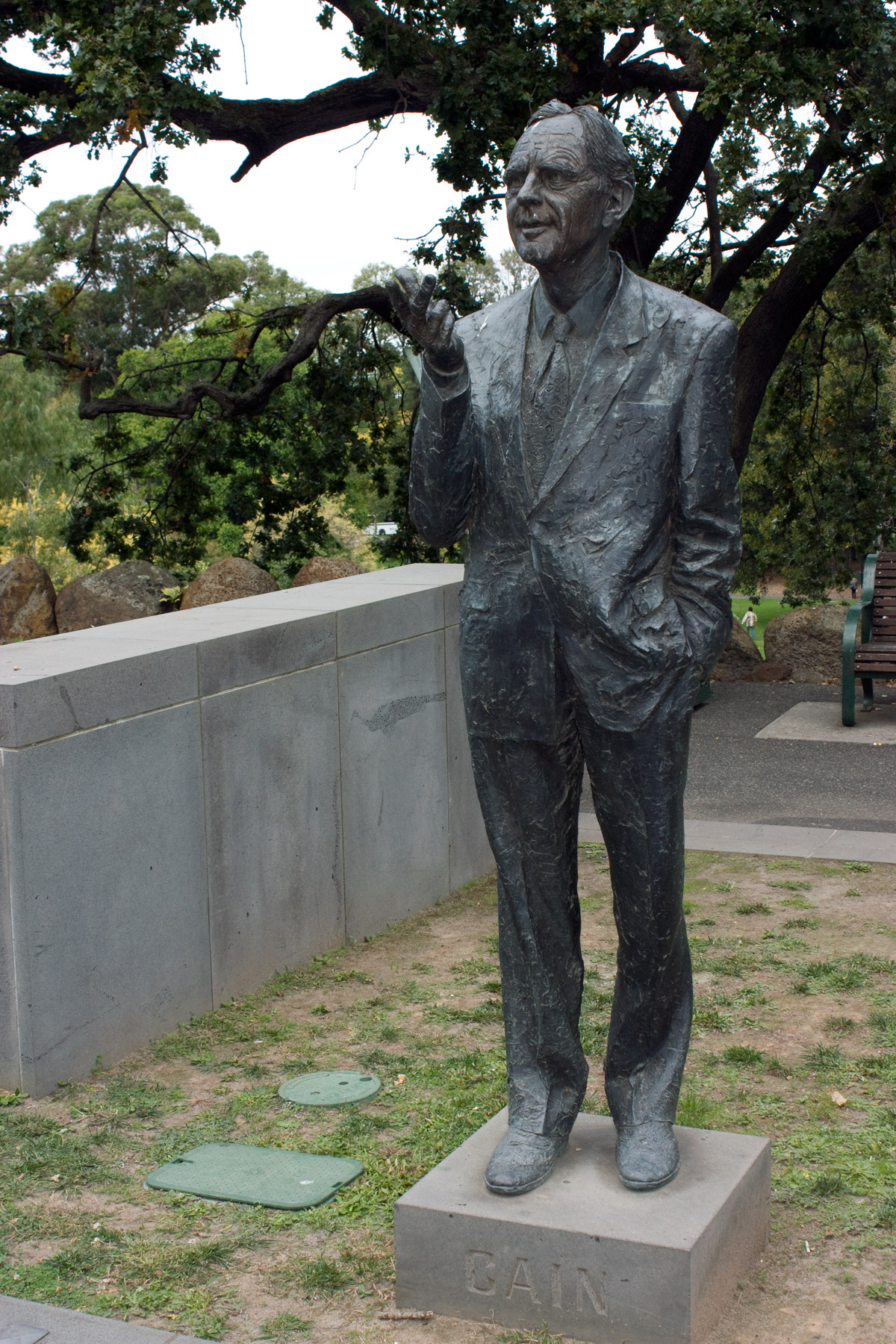
Statue von John Cain auf dem „Treasury Place“ in Melbourne.

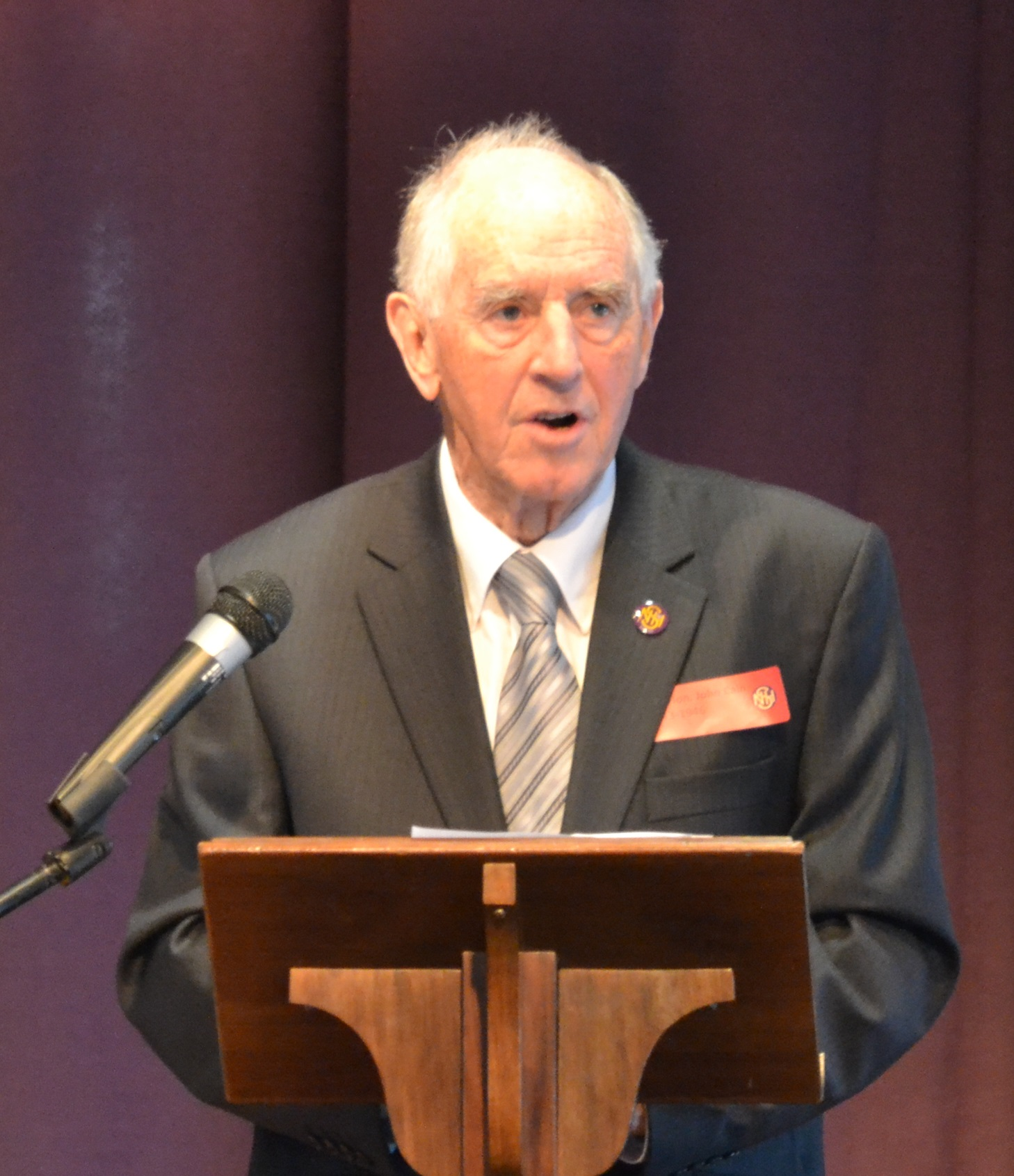
John Cains Sohn John Cain junior war zwischen 1982 und 1990 ebenfalls Premier.

John Cain (* 19. Januar 1882 in Greendale, Victoria; † 4. August 1957 in Townsville, Queensland) war ein australischer Politiker der Australian Labor Party, der unter anderem drei Mal (1943, 1945 bis 1947, 1952 bis 1955) Premierminister von Victoria war.

## Leben
John Cain war als Obsthändler, Angestellter und Organisator tätig und wurde am 1. November 1917 für die Australian Labor Party erstmals Mitglied der Victorian Legislative Assembly, des Unterhauses des Parlaments, und vertrat in dieser bis zum 1. März 1927 zunächst den Wahlkreis „Jika Jika“. In der Regierung von Premier George Prendergast fungierte er zwischen dem 18. Juli und dem 18. November 1924 als stellvertretender Landwirtschaftsminister (Assistant Minister of Agriculture). Am 1. April 1927 wurde er wieder Mitglied der Legislativversammlung und vertrat in diesem bis zu seinem Tode am 4. August 1957 dreißig Jahre lang den Wahlkreis „Northcote“. In der ersten Regierung von Premier Edmond Hogan bekleidete er zwischen dem 20. Mai 1927 und dem 22. November 1928 erneut das Amt als stellvertretender Landwirtschaftsminister.
In der zweiten Regierung von Premier Edmond Hogan fungierte er vom 12. Dezember 1929 bis zum 19. Mai 1932 als Eisenbahnminister (Minister of Railways) und zugleich als Minister für Elektrifizierung (Minister of Electrical Undertakings). Als Nachfolger von Tom Tunnecliffe wurde er 1937 als Leader of the Labor Party in Victoria Parteivorsitzender und hatte diese Funktion bis zu seinem Tode 1957 inne, woraufhin Ernie Shepherd die Funktion übernahm. Nachdem sich die Labor Party mehr als elf Jahre in der Opposition befunden hatte, war Cain zwischen dem 14. und 18. September 1943 als Nachfolger von Albert Dunstan von der United Australia Party für vier Tage Premier von Victoria und wurde daraufhin wieder von Albert Dunstan abgelöst. In seiner ersten Regierung war vom 14. und 18. September 1943 auch Finanzminister (Treasurer) sowie Minister für Dezentralisierung und Wiederaufbau (Minister of Decentralisation and Reconstruction).
Als Nachfolger von Ian MacFarlan von der Liberal Party of Australia übernahm John Cain am 21. November 1945 zum zweiten Mal das Amt des Premiers und bekleidete in seiner Regierung bis zum 20. November 1947 auch wieder den Posten des Finanzministers, ehe Thomas Hollway von der Liberal Party am 20. November 1947 neuer Premier wurde. Als Nachfolger von John McDonald von der Country Party wurde er am 17. Dezember 1952 erneut Premier, übernahm in seiner dritten Regierung bis zum 7. Juni 1955 auch wieder den Posten des Finanzministers und fungierte darüber hinaus zwischen dem 1. und dem 31. Dezember 1953 als Minister für Ländereien (Minister of Lands).
John Cain war der Vater von John Cain junior (1931–2019), der von 1982 bis 1990 ebenfalls Premier war.

## Hintergrundliteratur
- Don Garden: Victoria: A History, Thomas Nelson, Melbourne 1984, ISBN 978-0-17-005873-5
- Geoff Browne: A Biographical Register of the Victorian Parliament, 1900–84, Government Printer, Melbourne, 1985
- Raymond Wright: A People’s Counsel. A History of the Parliament of Victoria, 1856–1990, Oxford University Press, Melbourne, 1992, ISBN 978-0-19-553359-0
- Kate White: John Cain and Victorian Labour 1917–1957, Hale and Iremonger, Sydney 1982, ISBN 978-0-86806-026-2